# Erythrospermeae
Erythrospermeae es una tribu de plantas fanerógamas perteneciente a la familia de las achariáceas. Tiene los siguientes géneros.

## Géneros
- Ahernia,
- Dasylepis,
- Erythrospermum